# پرینتالمانا
پرینتالمانا (به انگلیسی: Perinthalmanna) یک منطقهٔ مسکونی در هند است که در بخش مالاپورام واقع شده‌است. پرینتالمانا ۳۴٫۴۱ کیلومتر مربع مساحت و ۴۹٬۷۲۳ نفر جمعیت دارد.